# Johanne Kirstine Andersen
Johanne Kirstine Andersen, född 1862, död 1925, var en dansk kvinnosakspolitiker.
Hon bildade 1908 Dansk Kvindesamfunds lokalförening i Balslev-Ejby, var styrelsemedlem i Dansk Kvindesamfund 1910-1922 och dess vice ordförande 1919-1922. Hon var känd för sitt engagemang för landsbygdens kvinnor inom den danska kvinnorörelsen. Efter införandet av rösträtten 1915 blev hon medlem i Venstre och ställde utan framgång upp i valet 1918. 